# Torbjørn Hornkløve
Torbjørn Hornkløve (norrønt: Þorbjörn hornklofi) nævnes i Skaldatal som en af kong Harald Hårfagers hirdskjalde, men ellers er der få og usikre oplysninger om hans person og hvilke strofer, han egentlig har digtet.
Tilnavnet Hornkløve er af uvis oprindelse, men Haraldskvadet er lagt i munden på en ravn; og i Snorres Edda er hornklofi blandt kenningerne for "ravn". Ordet betegnede også et griberedskab af horn til at holde ting fast med, nærmest en næbtang; her tænkte man vel igen på ravnen og dens næb.
I Fagrskinna står, at Torbjørn var knyttet til Haralds hird fra barndommen af. I Egils saga knyttes han også tidligt til hirden, i hvert fald inden slaget ved Hafrsfjord. Her står også, at kongen satte skjaldene højest blandt sine hirdmænd, og at de sad lige overfor ham ved bordet; inderst sad Audun illskælda, som den ældste; så fulgte Torbjørn. Audun havde tidligere været skjald hos Hårfagers far Halvdan Svarte, men blev regnet som en slet skjald. Et af hans kvad var et plagiat og blev derfor omtalt som Stolen-stevja, "Det stjålne digt".
De bevarede skjaldekvad efter Torbjørn er:
- Glymdråpa – det ældste bevarede, norske dróttekvad (hyldestkvad til herskeren), som beskriver en levende konge i heroiske vendinger. I munken Gunnlaug Leivssons eventyrprægede saga om Olav Tryggvason, delvis overleveret i Flatøbogen, gengives noget af Torbjørn Hornkløves hyldest til Harald Hårfager, Glymdråpa.[3] Kamp er kvadets tema, uden at noget bestemt slag nævnes, bortset fra strofe 8, hvor Harald er i kamp med skotterne; så der er nok tale om togtet til Man (Heimskringla, kapitel 22). Glymdråpa er fyldt af glym (= våbengny), og dannede mønster med sit slutvers, hvor det hedder, at ingen gævere konge findes under solen end Harald. Torbjørn griber her til en kenning, hvor himlen kaldes for "solens højsæde": "Der vil ikke komme nogen anden for gavmildhed berømt kongenbåren under solens højsæde ypperligere end du, Harald." Denne formel levede videre hos både Øyvind skjaldespiller og Hallfred Ottarsson vanrådeskjald, og genfindes i prosaform på runestene i Danmark. Harald Hårfager lærte sine efterfølgere værdien af at sørge for at have skjalde til at lovprise sig. Og vi ville i dag have vidst meget lidt om Hårfager uden disse kvad af Torbjørn Hornkløve.[4]

- Haraldskvadet eller Hrafnsmál (Ravnedigtet) er i tre dele: I første del beder digteren om stilhed, som i Voluspå, og så præsenteres valkyrien og ravnen. Resten af digtet forløber som en dialog mellem de to, hvor valkyrien spørger, og ravnen svarer. Anden del skildrer slaget i Hafrsfjord. Valkyrien spørger ravnen, hvorfor han er blodig om næbbet og har kødslintrer i kløerne. Han beretter så om slaget. Her roses kong Haralds tapperhed, mens modstanderne skildres med hån og ironi. I tredje del spørger valkyrien om forholdene ved Harald Hårfagers hird, som også omtales positivt. Verseformen er málaháttr, hvor hver linje har mindst fem stavelser. Kvadet giver den ældste bevarede, nordiske henvisning til julen: "Kongen vil drikke jul ude på havet...og tage Frejs leg op."[5] Haraldskvadet indeholder få af de kenninger som gør skaldedigtning svært tilgængelig, men er i stedet fyldt af farverige billeder og levende skildringer af kong Harald og hans hird.[6]

Torbjørn Hornkløve har også været tillagt en lausavísa i Hauksbok, gengivet i en beretning, hvor Torbjørn og to andre af Haralds skjalde pådrager sig kongens vrede efter å være holdt for nar i et kærlighedseventyr med en velstående enke, Ingebjørg, som var en slægtning af kongen. Det drejer sig om en vandrehistorie, så versene er nok digtet til af forfatteren af den norrøne version. 
I sin udgave af Haraldskvadet har Finnur Jónsson med støtte i Heimskringla knyttet 23 strofer til kvadet, men 5 av disse (strofe 7–11), som handler om slaget i Hafrsfjord, er i Fagrskinna og Flatøbogen tillagt Tjodolv fra Kvina. En av disse er også i Snorres Edda tillagt Tjodolv. Jón Helgason mener, digtet er sammensat af flere kvad, og har fået støtte af senere forskere.